# Fire Emblem: Three Houses
Fire Emblem: Three Houses (Japans: ファイアーエムブレム 風花雪月; Faiā Emuburemu Fuukasetsugetsu) is het zestiende spel uit de Fire Emblem-spelserie. Het is vijftien jaar na Fire Emblem: Path of Radiance, de eerste Fire Emblem uit de hoofdreeks, die voor home console uitgegeven wordt. Het is het eerste spel uit de hoofdreeks voor de Nintendo Switch.

## Aankondiging
Tijdens de Nintendo Direct van 18 januari 2017 kondigde Nintendo aan dat er naast Fire Emblem Warriors aan een ander Fire Emblem-spel gewerkt wordt, Het spel was toen nog bekend onder de tijdelijke naam Fire Emblem Switch. Tijdens E3 2018 liet Nintendo weten dat het spel de definitieve titel Fire Emblem: Three Houses zal dragen, en werd de eerste trailer voor het spel getoond.

## Gameplay
Fire Emblem: Three Houses volgt zoals andere spellen uit de Fire Emblem-spelserie een turn-based systeem, waarbij de speler zijn eenheden acties kan laten uitvoeren, de tegenstander kan nadat de speler zijn beurt heeft afgerond acties uitvoeren.
Een terugkerend element is het besturen van één personage zoals dit in Fire Emblem Echoes: Shadows of Valentia was. De speler kan zich met het personage onder andere kerkers en kastelen kan verkennen.
Speciale vaardigheden die karakters kunnen uitvoeren genaamd "Combat Arts" zijn aanwezig in Three Houses. Het enige andere Fire Emblem spel dat dit ook heeft is Fire Emblem Echoes: Shadows of Valentia.
In Fire Emblem: Three Houses kunnen karakters een formatie van soldaten bij zich hebben. Wat het effect van de troepenformaties is is nog niet bekend.